# 市島駅
市島駅（いちじまえき）は、兵庫県丹波市市島町市島字姥田にある、西日本旅客鉄道（JR西日本）福知山線の駅である。

## 歴史
- 1899年（明治32年）7月15日：阪鶴鉄道の柏原駅 - 福知山南口駅（のちの福知駅。現存せず）間延伸により開業[1][2]。旅客・貨物取扱開始[2]。
- 1907年（明治40年）8月1日：阪鶴鉄道が国有化[2]。
- 1909年（明治42年）10月12日：線路名称制定。阪鶴線所属駅となる。
- 1912年（明治45年）3月1日：線路名称改定。阪鶴線の福知山駅以南が福知山線に改称し、当駅もその所属となる。
- 1957年（昭和32年）：駅舎改築[1]。
- 1973年（昭和48年）4月1日：貨物取扱廃止[2]。
- 1984年（昭和59年）2月1日：荷物扱い廃止[2]。
- 1985年（昭和60年）3月14日：駅員無配置駅となる[4]。
- 1987年（昭和62年）4月1日：国鉄分割民営化により、西日本旅客鉄道（JR西日本）の駅となる[2]。
- 1992年（平成4年）4月1日：篠山口鉄道部発足により、その管轄となる。
- 2009年（平成21年）6月1日：篠山口鉄道部廃止に伴い福知山支社直轄に戻され、篠山口駅の被管理駅となる。
- 2021年（令和3年）
  - 3月13日：ICカード「ICOCA」の利用が可能となる[5]。
  - 4月1日：簡易委託解除、この日より終日無人駅となる[3]。
- 2022年（令和4年）10月1日：組織改正により、全線が近畿統括本部福知山管理部の管轄になり、福知山駅の被管理駅となる。

## 駅構造
2面2線の相対式ホームを持つ地上駅で、列車交換が可能。男女別水洗のトイレおよび多目的トイレが改札外に設置されている。
駅舎は南東の1番のりば側にあり、反対側の2番のりばへは篠山口寄りの跨線橋で連絡している。
なお、当駅は駅業務を丹波市が受託する簡易委託駅であったが、ICOCA利用促進の為 2021年3月31日をもって無人化されている。また、自動券売機が設置されている。
かつて設置されていた駅スタンプは「歴史かおる有機の里がある駅」だった。

### のりば
| のりば | 路線     | 方向 | 行先             | 備考                 |
| ------ | -------- | ---- | ---------------- | -------------------- |
| 1      | 福知山線 | 上り | 篠山口・三田方面 | 篠山口・三田方面     |
| 1      | 福知山線 | 下り | 福知山方面       | 原則としてこのホーム |
| 2      | 福知山線 | 下り | 福知山方面       | 一部列車のみ         |

2番のりばを上下本線とした一線スルーの配線となっているため、特急は基本的に上下線とも2番のりばを通過する。

行き違いがない普通・丹波路快速は上下線とも駅舎側の1番のりばに停車する。普通・快速同士の行き違いの場合は、篠山口・大阪方面行きの上り列車が1番のりば、福知山方面行きの下り列車が2番のりばを使用する。

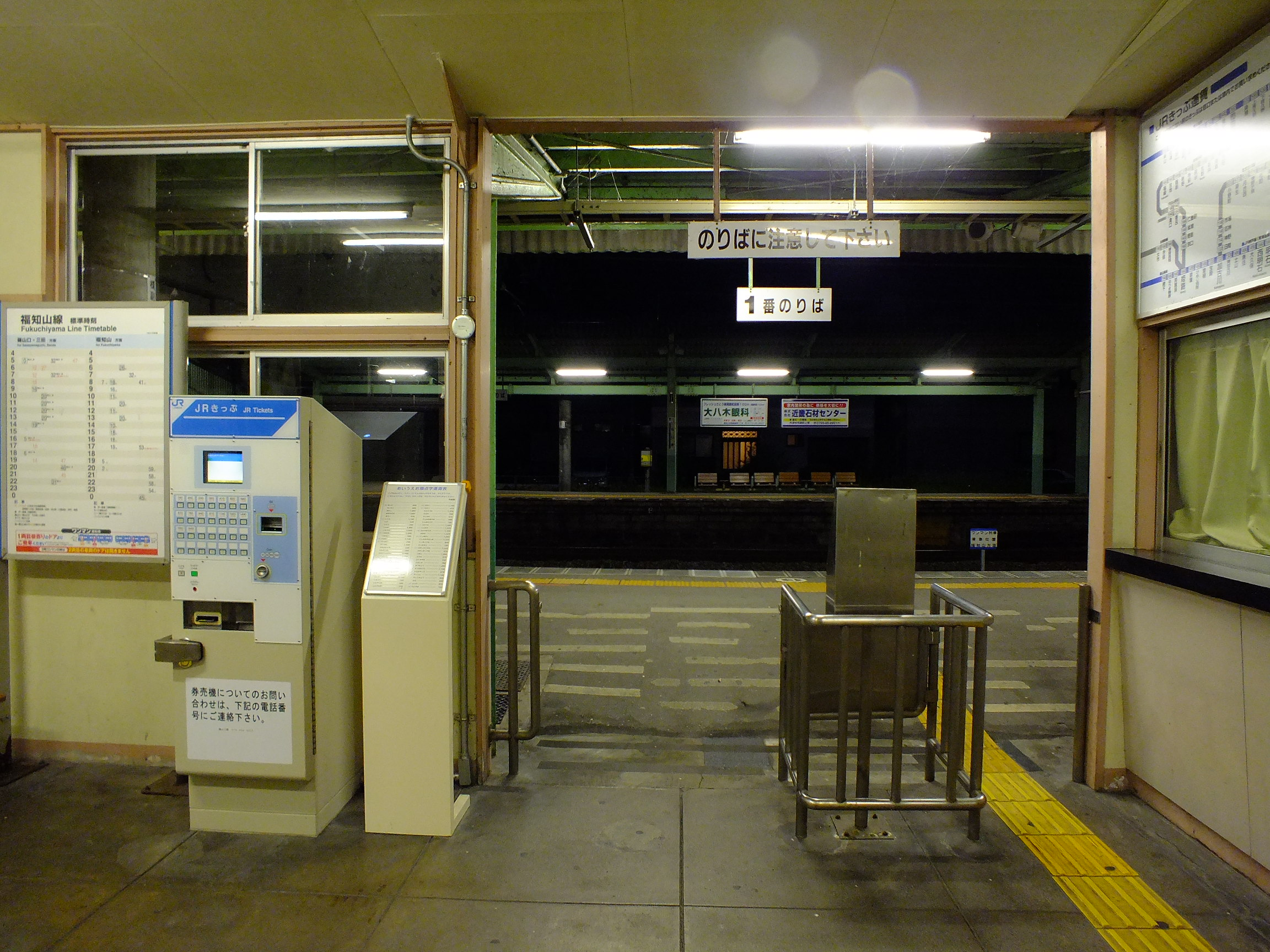
改札口（2014年7月）

## ダイヤ
日中は1時間当たり、篠山口駅発着の普通が1本停車する。朝夕時間帯には大阪駅発着の列車の設定もある。
かつては特急『北近畿』も停車していたが、2011年（平成23年）3月12日のダイヤ改正を機に取り止められた。

## 利用状況
兵庫県統計書によると、近年の1日平均乗車人員は以下の通りである。
| 年度   | 1日平均 乗車人員 |
| ------ | ---------------- |
| 1999年 | 361              |
| 2000年 | 360              |
| 2001年 | 352              |
| 2002年 | 324              |
| 2003年 | 295              |
| 2004年 | 289              |
| 2005年 | 305              |
| 2006年 | 303              |
| 2007年 | 297              |
| 2008年 | 280              |
| 2009年 | 269              |
| 2010年 | 257              |
| 2011年 | 248              |
| 2012年 | 267              |
| 2013年 | 275              |
| 2014年 | 247              |
| 2015年 | 243              |
| 2016年 | 239              |

## 駅周辺

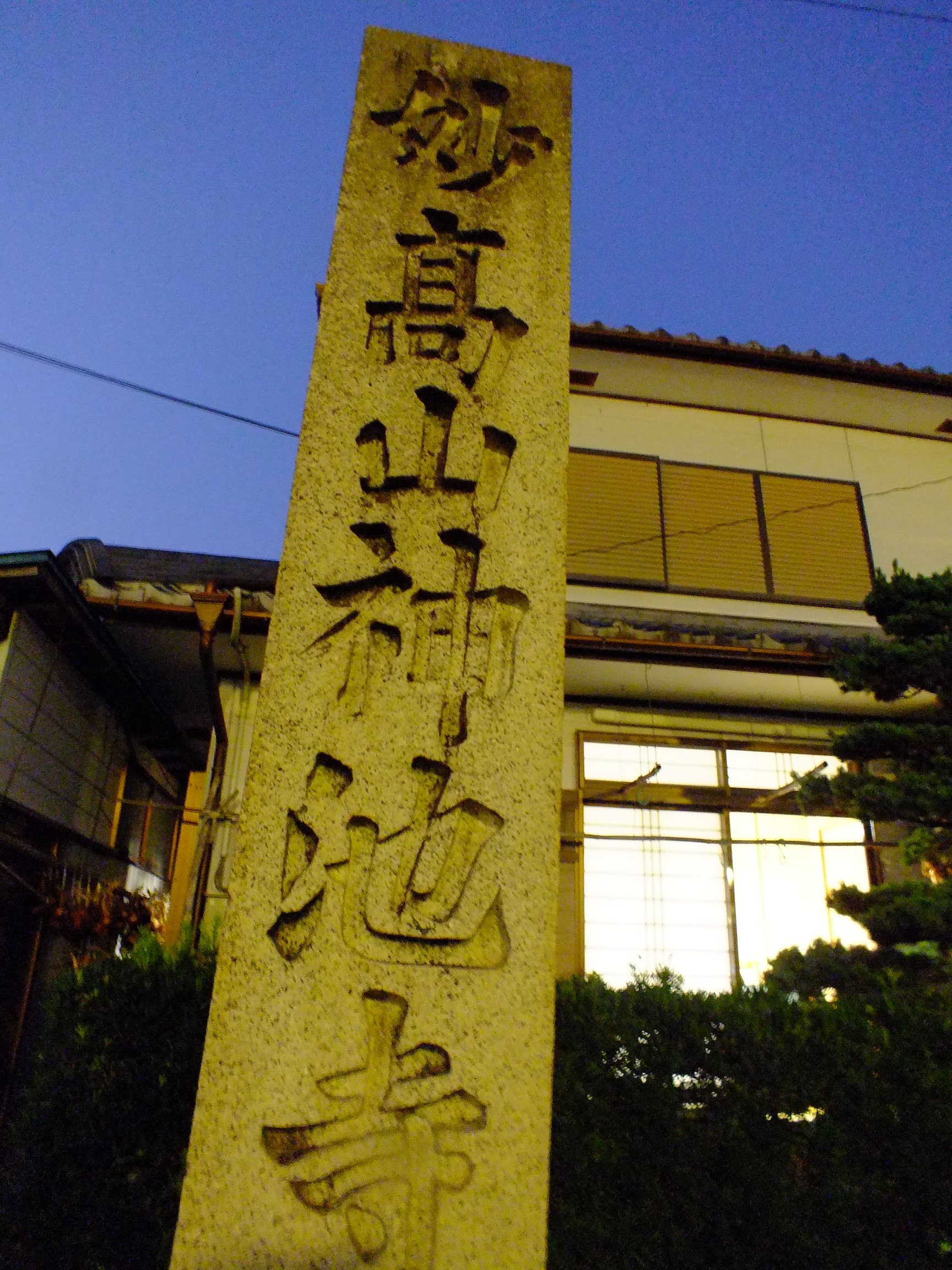
駅前に建つ神池寺の石碑

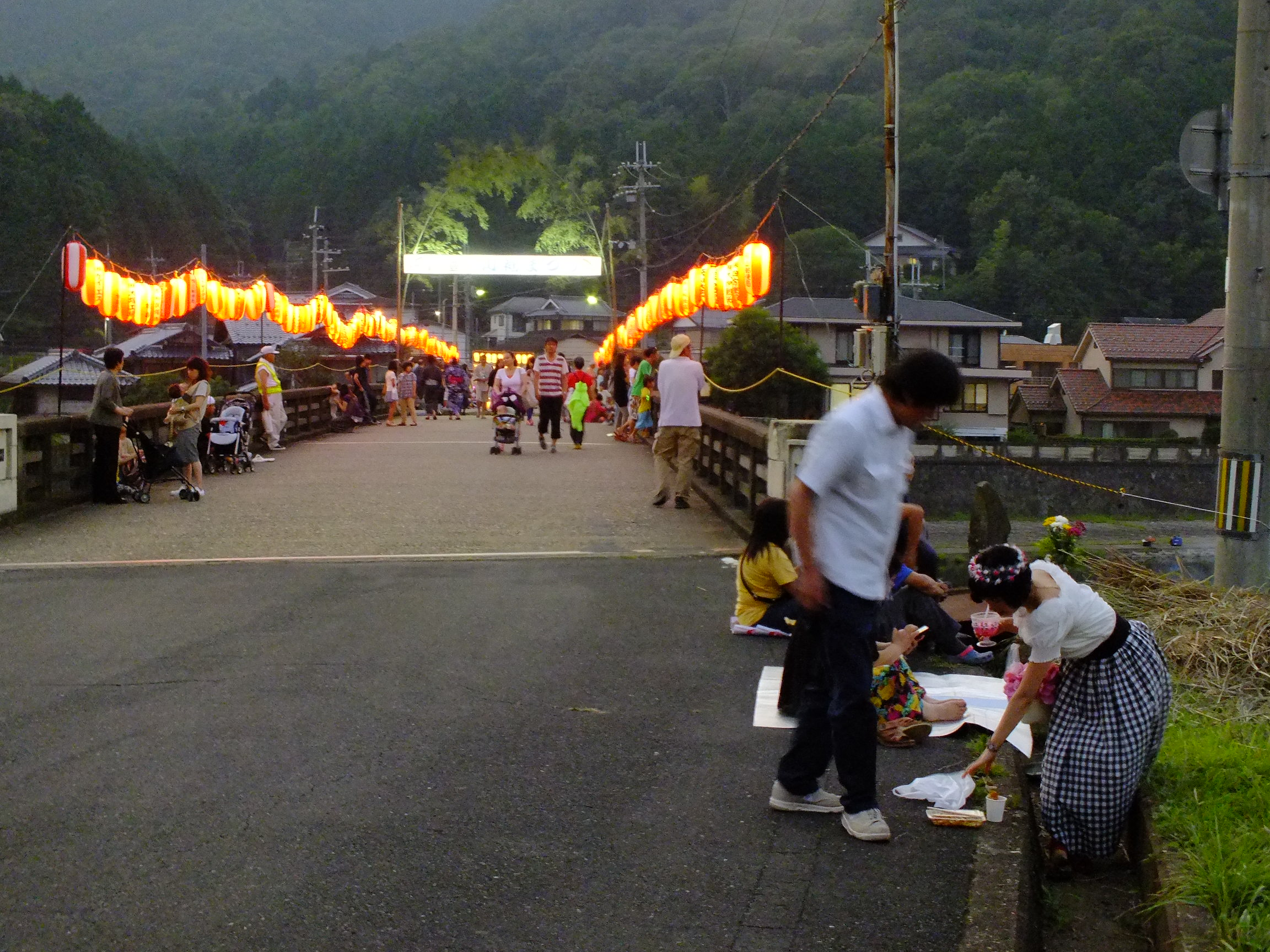
市島川裾まつり（7月下旬開催）

旧・市島町の中心駅である。線路沿いや国道沿いを中心に住宅街が形成されているが、おおむね田園地帯が広がる。
- 丹波市役所市島支所
- 藤野公民館
- 丹波警察署市島駐在所
- 市島郵便局
- 丹波市立ライフピアいちじま
  - 丹波市立市島図書館
- 丹波市立吉見小学校
- 神池寺
- 三ツ塚史跡公園
- 白毫寺
- 国道175号
- 兵庫県道138号追入市島線
- 竹田川

## バス路線
- かつては丹波市旧市島町東部の鴨庄地区と、丹波市役所支所・農協・郵便局・スーパー・医院等を巡回する「鴨庄ふれあいバス」が2系統各1往復が祝・年末年始を除く月・水・金に運行されていたが廃止され、予約制乗り合い型の「デマンドタクシー」へ切り替えられた（丹波市在住の高齢者と障がい者のみ登録制で利用可能）。
  - 1950年代 - 70年代半ばまでは中丹交通により、隣接する京都府三和町（現：福知山市）芦渕までバスが運行されていた。

## 隣の駅
西日本旅客鉄道（JR西日本）
 福知山線
■丹波路快速・■普通
黒井駅 - 市島駅 - 丹波竹田駅